# Villa-mausoleo de Centcelles
Villa-mausoleo de Centcelles är en fornlämning i Spanien.   Den ligger i provinsen Província de Tarragona och regionen Katalonien, i den östra delen av landet, 400 km öster om huvudstaden Madrid. Villa-mausoleo de Centcelles ligger 42 meter över havet.
Terrängen runt Villa-mausoleo de Centcelles är lite kuperad. Runt Villa-mausoleo de Centcelles är det mycket tätbefolkat, med 1 313 invånare per kvadratkilometer. Närmaste större samhälle är Tarragonès, 4,8 km söder om Villa-mausoleo de Centcelles. Runt Villa-mausoleo de Centcelles är det i huvudsak tätbebyggt.